# 청춘유니 (시즌 2)
《청춘유니 시즌 2》(중국어: 青春有你第二季, 병음: qīngchūnyǒunǐdìèrjì, 영어: Youth With You 2)은 중국의 동영상 사이트 플랫폼 아이치이에서 주최한 걸 그룹 결성 프로젝트 서바이벌 프로그램이다. 《우상연습생》의 세 번째, 《청춘유니》의 두 번째 시리즈이다.

## 최종 데뷔 그룹
THE9
2020년 5월 30일, 최종 순위 발표식을 통해 9명의 참가자가 그룹의 결성 구성원이 되었다.
| 순위 | 이름       | 예명           | 소속 기획사          |
| ---- | ---------- | -------------- | -------------------- |
| 1위  | 류위신     | Xin Liu        | AMG 아시아 음악 그룹 |
| 2위  | 위수신     | Esther Yu      | 화처 픽쳐스          |
| 3위  | 쉬자치     | Kiki Xu        | STAR48               |
| 4위  | 위옌       | Yan Yu         | 지아훼이 미디어      |
| 5위  | 셰커인     | Shaking Chioe  | JNEER                |
| 6위  | 안치       | Babymonster An | 스타 마스터          |
| 7위  | 쟈오샤오탕 | Lana Zhao      | MOUNTAINTOP          |
| 8위  | 콩쉬에얼   | Snow Kong      | MOUNTAINTOP          |
| 9위  | 루커란     | K Lu           | TOV 엔터테인먼트     |